# Eleições presidenciais na Finlândia em 2024
As eleições presidenciais finlandesas de 2024 foram realizadas no domingo dia 28 de janeiro (1ª volta) e no domingo dia 11 de fevereiro (2ª volta) para eleger o novo presidente do país.
Como nenhum dos dois primeiros candidatos obteve a maioria absoluta na 1ª volta, foi realizada uma 2ª volta no domingo dia 11 de fevereiro.
O vencedor e futuro presidente da Finlândia é o candidato Alexander Stubb, Ele substituirá o presidente cessante Sauli Niinistö, que tendo atingido o limite constitucional de dois mandatos consecutivos, não pôde candidatar-se à reeleição. O novo mandato presidencial começará em 1º de março.

## Contexto
A eleição presidencial foi a primeira na Finlândia desde que se juntou à Organização do Tratado do Atlântico Norte (OTAN) em 2023, em resposta à invasão russa da Ucrânia, encerrando décadas de neutralidade em política externa. A decisão foi apoiada pelo presidente de saída, Sauli Niinistö, cuja posição constitucional também o torna o comandante-em-chefe das Forças de Defesa da Finlândia e lhe dá responsabilidade pelos assuntos de defesa e política externa. Niinistö, que é o único presidente finlandês a ter sido eleito com uma maioria absoluta (62,7 por cento) no primeiro turno de votação em uma eleição popular direta durante sua reeleição em 2018, tem desfrutado de índices de popularidade acima de 90 por cento desde 2021. No entanto, ele rejeitou esforços de um movimento cidadão para permitir que ele concorresse a um terceiro mandato.
Estima-se que 4,5 milhões de pessoas estão aptas a votar na eleição de 2024.

## Candidatos
De acordo com a constituição, o presidente deve ser um cidadão finlandês nato. Para votar na eleição, a pessoa deve ser cidadã finlandesa e ter pelo menos 18 anos de idade.
Um candidato pode ser nomeado por um partido político registrado que tenha garantido pelo menos um representante no parlamento na eleição parlamentar anterior, por uma associação de eleitores que tenha reunido pelo menos 20 000 assinaturas de eleitores elegíveis, ou ambos. O país inteiro atua como uma única circunscrição eleitoral.

### Candidatos confirmados
| Candidato                                                   | Candidato        | Cargos políticos | Cargos políticos | Logo da campanha                                      | Detalhes |
| Nome do candidato (Idade) Partido político                  | Imagem           | Cargos políticos | Cargos políticos | Logo da campanha                                      | Detalhes |
| ----------------------------------------------------------- | ---------------- | ---------------- | --- | ----------------------------------------------------- | --- |
| Mika Aaltola (54) Independente                              |                  |                  | Nenhum Outros cargos - Diretor do Instituto Finlandês de Assuntos Internacionais (desde 2019) | Logo of Mika Aaltola                                  | Aaltola, diretor do Instituto Finlandês de Assuntos Internacionais, ganhou a atenção da mídia durante a Invasão da Ucrânia pela Rússia, e emergiu como candidato surpresa em diversas pesquisas presidenciais. Ele anunciou sua candidatura em 3 de agosto de 2023. |
| Li Andersson (36) Aliança de Esquerda                       | Li Andersson     |                  | Líder da Aliança de Esquerda (desde 2016) Outros cargos - Ministra da Educação (2019–2020, 2021–2023) - Parlamentar por Varsinais-Suomi (desde 2015) | Li Andersson 2024 presidential campaign official logo | Andersson serviu como Ministra da Educação no Governo Marin de 2019 a 2020 e novamente de 2021 a 2023. Ela é a atual líder da Aliança de Esquerda. Anderson tem sido consistentemente uma das candidatas mais populares em seu distrito eleitoral. |
| Sari Essayah (56) Democrata-Cristão                         | Sari Essayah     |                  | Ministro da Agricultura e Florestas (desde 2023) Outros cargos - Líder dos Democratas-Cristãos (desde 2015) - Parlamentar por Savo-Karelia (desde 2015) - Eurodeputada (2009–2014) |                                                       | Essayah atua como Ministra da Agricultura e Florestas no Governo Orpo desde 2023. Essayah teve uma carreira de sucesso no esporte antes de entrar na política. Ela é a atual líder dos Democratas-Cristãos. |
| Pekka Haavisto (65) Independente (Aliança dos Verdes)       | Pekka Haavisto   |                  | Parlamentar por Helsinque (1987–1995, desde 2007) Outros cargos - Ministro das Relações Exteriores (2019–2023) - Ministro do Meio Ambiente e Desenvolvimento (1995–1999) - Líder da Aliança dos Verdes (1993–1995, 2018–2019)                                                                                                 |                                                       | Haavisto, um político da Aliança dos Verdes e diplomata das Nações Unidas, já concorreu como candidato ao cargo de presidente duas vezes antes, em 2012 e 2018, ambas as vezes terminando em segundo lugar, atrás do presidente em exercício Sauli Niinistö. Ele está concorrendo como candidato de uma associação eleitoral com o endosso da Aliança dos Verdes.                |
| Jussi Halla-aho (52) Partido dos Finlandeses                | Jussi Halla-aho  |                  | Presidente do Parlamento da Finlândia (desde 2023) Outros cargos - Líder do Partido dos Finlandeses (2017–2021) - Parlamentar por Helsinque (2011–2014, desde 2019) - Eurodeputado (2014–2019) |                                                       | Halla-aho é o atual Presidente do Parlamento da Finlândia. Antes de entrar na política nacional, ele era mais conhecido por criticar o multiculturalismo e políticas de imigração da Finlândia em seu popular blog online. |
| Hjallis Harkimo (70) Movimento Agora                        | Hjallis Harkimo  |                  | Líder do Movimento Agora (desde 2018) Outros cargos - Parlamentar por Uusimaa (desde 2015) |                                                       | Harkimo é um empresário que lidera seu próprio partido político, o Movimento Agora, desde 2018. Harkimo, que fez carreira como investidor em esportes, também apresentou a versão finlandesa de The Apprentice. |
| Olli Rehn (61) Independente (Partido do Centro)             | Olli Rehn        |                  | Governador do Banco da Finlândia (desde 2018) Outros cargos - Ministro dos Assuntos Económicos (2015–2016) - Comissário Europeu para os Assuntos Económicos e Monetários e o Euro (2010–2014) - Comissário Europeu para o Alargamento (2004–2010) - Parlamentar por Helsinque (1991–1995, 2015–2017)                          | Logo of Olli Rehn                                     | Rehn é um economista que atua como governador do Banco da Finlândia desde 2018. Anteriormente, atuou como Comissário Europeu de 2004 a 2014. Rehn concorre às eleições como candidato de uma associação eleitoral com o endosso de o Partido do Centro. |
| Alexander Stubb (55) Partido da Coligação Nacional          | Alexander Stubb  |                  | 43º Primeiro-ministro da Finlândia (2014–2015) Outros cargos - Ministro das Finanças (2015–2016) - Ministro dos Assuntos Europeus e Comércio (2011–2014) - Ministro das Relações Exteriores (2008–2011) - Líder do Partido da Coligação Nacional (2014–2016) - Eurodeputado (2004–2008) - Parlamentar por Uusimaa (2011–2017) | Logo of Alexander Stubb                               | Stubb começou sua carreira na política em 2004, quando foi eleito para o Parlamento Europeu. Depois de ocupar vários cargos como ministro, atuou como Primeiro-ministro da Finlândia de 2014 a 2015. No verão de 2017, Stubb foi nomeado vice-presidente do Banco Europeu de Investimento. Atualmente atua como professor e chefe de unidade do Instituto Universitário Europeu. |
| Jutta Urpilainen (48) Partido Social-Democrata da Finlândia | Jutta Urpilainen |                  | Comissária Europeu para Parcerias Internacionais (desde 2019) Outros cargos - Ministra das Finanças (2011–2014) - Líder do Partido Social-Democrata da Finlândia (2008–2014) - Parlamentar por Vaasa (2003–2019) |                                                       | Urpilainen é a atual Comissária Europeia da Finlândia. Deputada de longa data e líder do Partido Social Democrata, ela serviu como Ministra das Finanças de 2011 a 2014. |

## Votação

### Primeiro turno
A votação antecipada abriu em 17 de janeiro, com a participação estimada em 44 por cento, ou cerca de 1,88 milhão de votos, um aumento dos 36,7 por cento registrados em 2018. Isso continuou até 23 de janeiro. A votação em seções eleitorais no exterior, que foram estabelecidas em missões diplomáticas finlandesas, foi realizada de 17 a 20 de janeiro, durante o qual 58 757 dos cerca de 263 000 cidadãos finlandeses elegíveis no exterior votaram, um aumento de 6 253 em relação a 2018.
No primeiro turno da votação em 28 de janeiro, as seções eleitorais abriram às 09h00 e fecharam às 20h00.

### Segundo turno
Para o segundo turno, a votação antecipada será realizada de 31 de janeiro a 6 de fevereiro, enquanto a votação no exterior ocorrerá de 31 de janeiro a 3 de fevereiro. A participação na votação antecipada alcançou 46 por cento, ou cerca de 1,96 milhão de eleitores.
No segundo turno da votação em 11 de fevereiro, as seções eleitorais abriram às 09h00 e fecharam às 20h00. O resultado do segundo turno será confirmado em 14 de fevereiro.

## Resultados
| Candidato        | Candidato        | Partido                             | 1ª Volta  | 1ª Volta | 2ª Volta  | 2ª Volta |
| Candidato        | Candidato        | Partido                             | Votos     | %        | Votos     | %        |
| ---------------- | ---------------- | ----------------------------------- | --------- | -------- | --------- | -------- |
|                  | Alexander Stubb  | Partido da Coligação Nacional       | 882 113   | 27,2%    | 1 575 211 | 51,6%    |
|                  | Pekka Haavisto   | Independente                        | 836 357   | 25,8%    | 1 476 548 | 48,4%    |
|                  | Jussi Halla-aho  | Partido dos Verdadeiros Finlandeses | 615 487   | 19,0%    |           |          |
|                  | Olli Rehn        | Partido do Centro                   | 496 518   | 15,3%    |           |          |
|                  | Li Andersson     | Aliança de Esquerda                 | 158 328   | 4,9%     |           |          |
|                  | Jutta Urpilainen | Partido Social-Democrata            | 140 802   | 4,3%     |           |          |
|                  | Sari Essayah     | Partido Democrata-Cristão           | 47 820    | 1,5%     |           |          |
|                  | Mika Aaltola     | Independente                        | 47 426    | 1,5%     |           |          |
|                  | Hjallis Harkimo  | Movimento Agora                     | 17 013    | 0,5%     |           |          |
| Total            | Total            | Total                               | 3 239 321 | 100,00%  |           | 100,00%  |
|                  |                  |                                     |           |          |           |          |
| Votos aprovados  | Votos aprovados  | Votos aprovados                     | 3 239 321 | 99,7%    | 3 051 759 |          |
| Votos rejeitados | Votos rejeitados | Votos rejeitados                    | 9 915     | 0,3%     | 20 570    |          |
| Total            | Total            | Total                               | 3 249 236 | 100,00%  |           | 100,00%  |
| Participação     | Participação     | Participação                        | 4 546 041 | 71,5%    | 4 546 041 | 67,6 %   |

## Reações
O presidente ucraniano Volodymyr Zelenskyy parabenizou Stubb por sua vitória e disse que estava ansioso "para avançar nossas relações e nossa visão compartilhada de uma Europa livre, unida e bem defendida".